# Alyssum pinifolium
Alyssum pinifolium là một loài thực vật có hoa trong họ Cải. Loài này được (Nyár.) Dudley mô tả khoa học đầu tiên năm 1964.